# Oktiabrski (Séverskaya, Krasnodar)
Oktiabrski (del ruso: Октябрьский) es un posiólok del raión de Séverskaya, en el krai de Krasnodar de Rusia. Está situado en las vertientes septentrionales del Cáucaso occidental, a orillas del río Bugai, de la cuenca del Kubán a través del Sujói Aushed, uno de sus distributarios, 16 km al oeste de Séverskaya y 45 km al noroeste de Krasnodar, la capital del krai. Tenía 1 705 habitantes en 2010.
Pertenece al municipio Chernomorskoye.

## Servicios sociales
En la localidad hay una escuela (n'19) y un jardín de infancia (nº26).